# Aliance Renault–Nissan–Mitsubishi
Aliance Renault–Nissan–Mitsubishi je strategická ekonomická aliance tří výrobců motorových vozidel – francouzského Renaultu a japonských Nissanu a Mitsubishi. Renault a Nissan se staly strategickými partnery v roce 1999 (původně známé jako Aliance Renault – Nissan). Mitsubishi přistoupilo jako rovnocenný partner k alianci v roce 2016, poté, co Nissan získal podstatný podíl jeho akcií. Skupina spolupracuje s dalšími výrobci – např. s německým Daimlerem nebo čínským Dongfengem.

## Přehled společností
Aliance má tři členy, kteří vyrábějí automobily několika různých značek.
- Skupina Renault:
  - Renault[p 1]
  - Dacia
  - Alpine
  - Mobilize
- Skupina Nissan:
  - Nissan
  - Infiniti
  - Datsun
  - Venucia[p 2]
- Mitshubishi

V roce 2018 prodala aliance 10,76 milionu vozidel – z toho Renault 3,88 milionu, Nissan 5,65 milionu a Mitsubishi 1,21 milionu kusů. Nejvýznamnějšími trhy jsou Čína (17,6 % veškerých prodejů aliance), USA (14,9 %), Francie (7,1 %) Japonsko (7,0 %) a Rusko (6,0 %).

## Fotogalerie

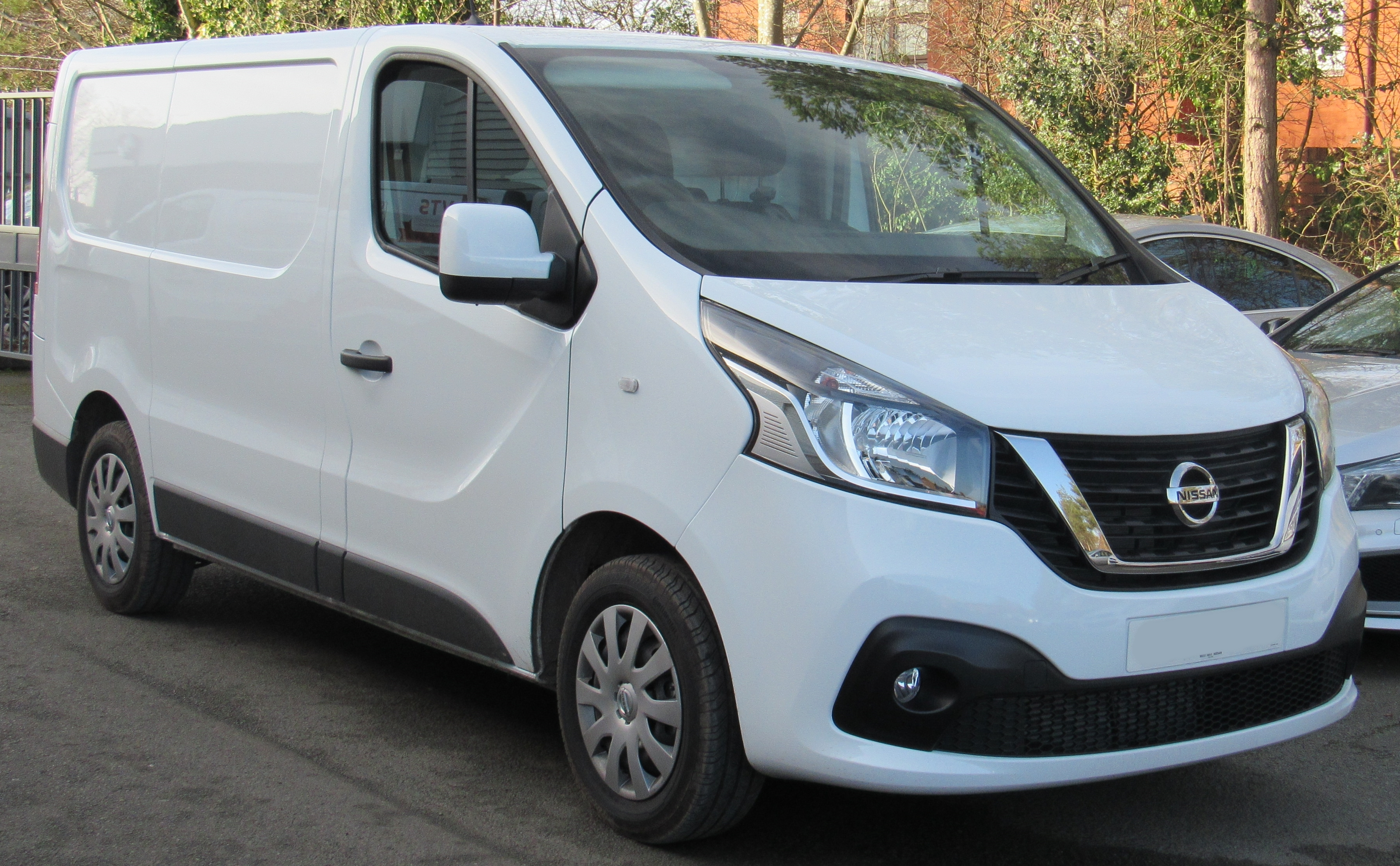
Nissan NV300
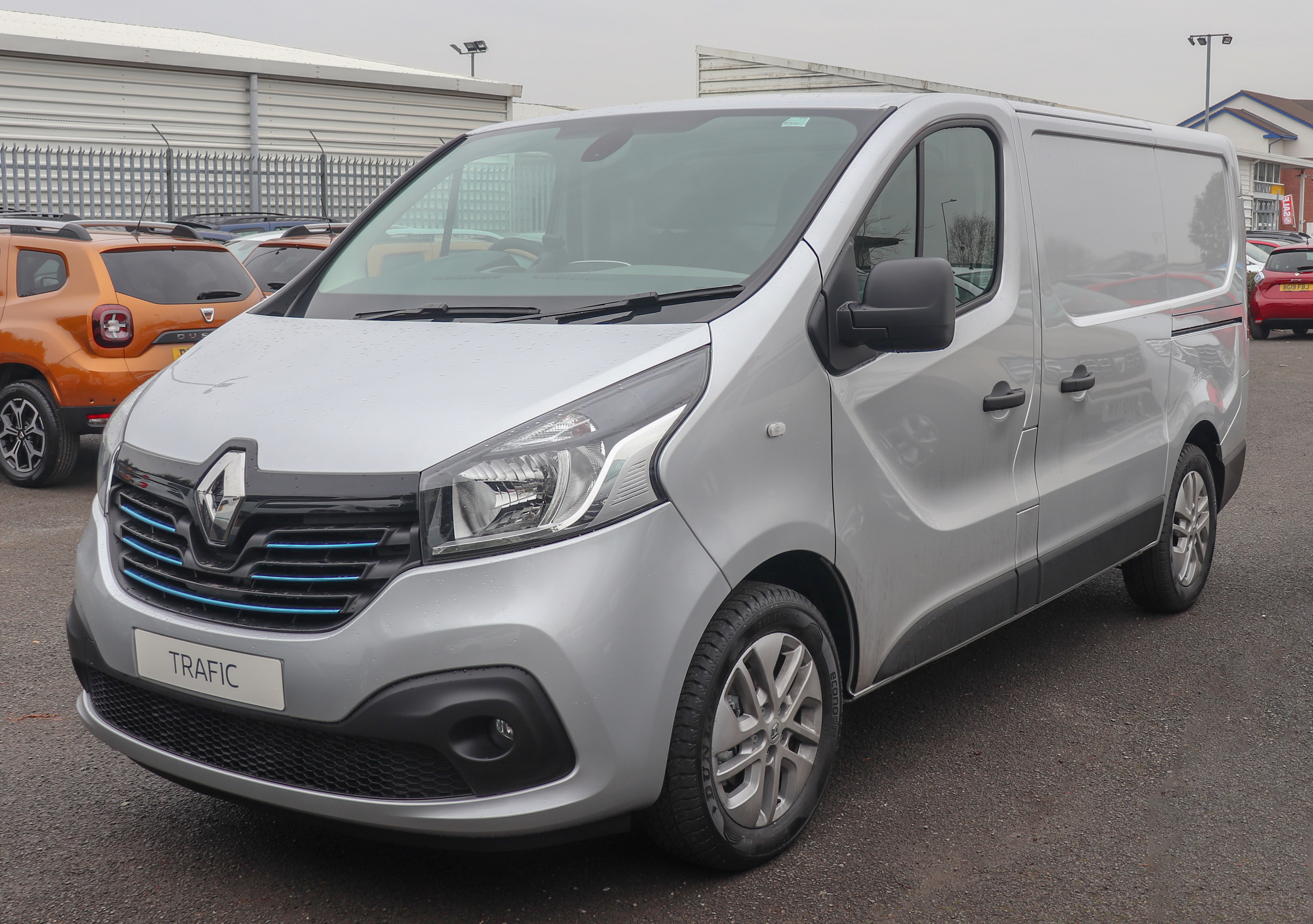
Renault Trafic
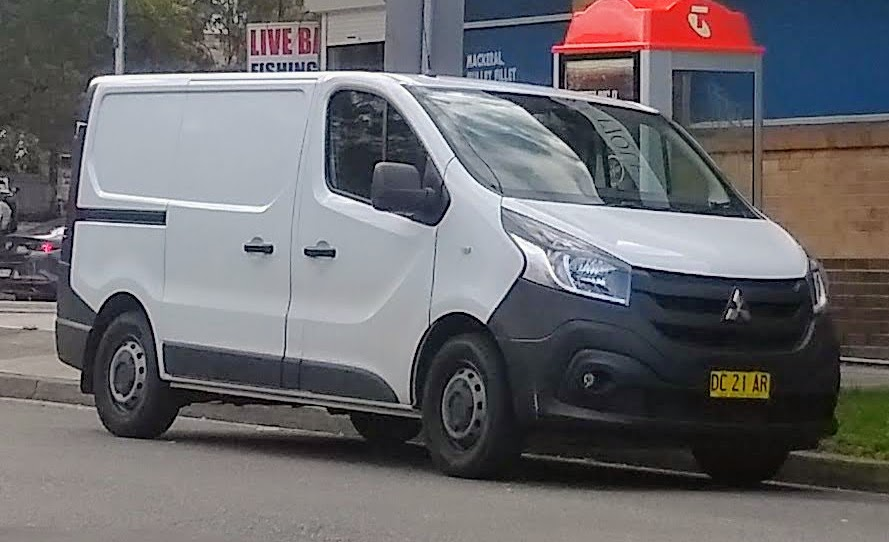
Mitsubishi Express